# Andrij Sokolovskij
Andrij Sokolovskij (født 16. juli 1978) er en ukrainsk højdespringer, hvis bedste internationale resultat er en sølvmedalje fra indendørs-VM i 2001 i Lissabon. Hans personlige rekord lyder på 2,38 m, sat i 2005 i Rom.